# McKean megye
McKean megye az Amerikai Egyesült Államokban, azon belül Pennsylvania államban található. Megyeszékhelye Smethport, legnagyobb városa Bradford. Lakosainak száma 40 432 fő (2020. április 1.). McKean megye Cattaraugus, Allegany, Potter, Cameron, Forest, Elk és Warren megyékkel határos.

## Népesség
A megye népességének változása:
| Lakosok száma | 43 352 | 43 186 | 43 254 | 42 979 | 42 412 | 40 432 |
|               | 2010   | 2011   | 2012   | 2013   | 2015   | 2020   |